# O País de São Saruê
O País de São Saruê é um documentário brasileiro de 1971, dirigido por Vladimir Carvalho, sobre as secas constantes na região de Rio do Peixe, na Paraíba.

## Sinopse
Com depoimentos reais, o filme retrata a vida de lavradores e garimpeiros no vale do rio do Peixe, mostrando o cotidiano de secas e pobreza nessa na região semiárida do Nordeste do Brasil. O filme inicia-se com um "Monólogo sobre o sertão", leitura de um poema de Jomar Moraes, que serve como espinha dorsal sonora do filme. As entrevistas são inseridas aos poucos, contrapostas às cenas do folclore local, fotos antigas e material musical composto por Luiz Gonzaga, José Siqueira, Ernesto Nazareth.

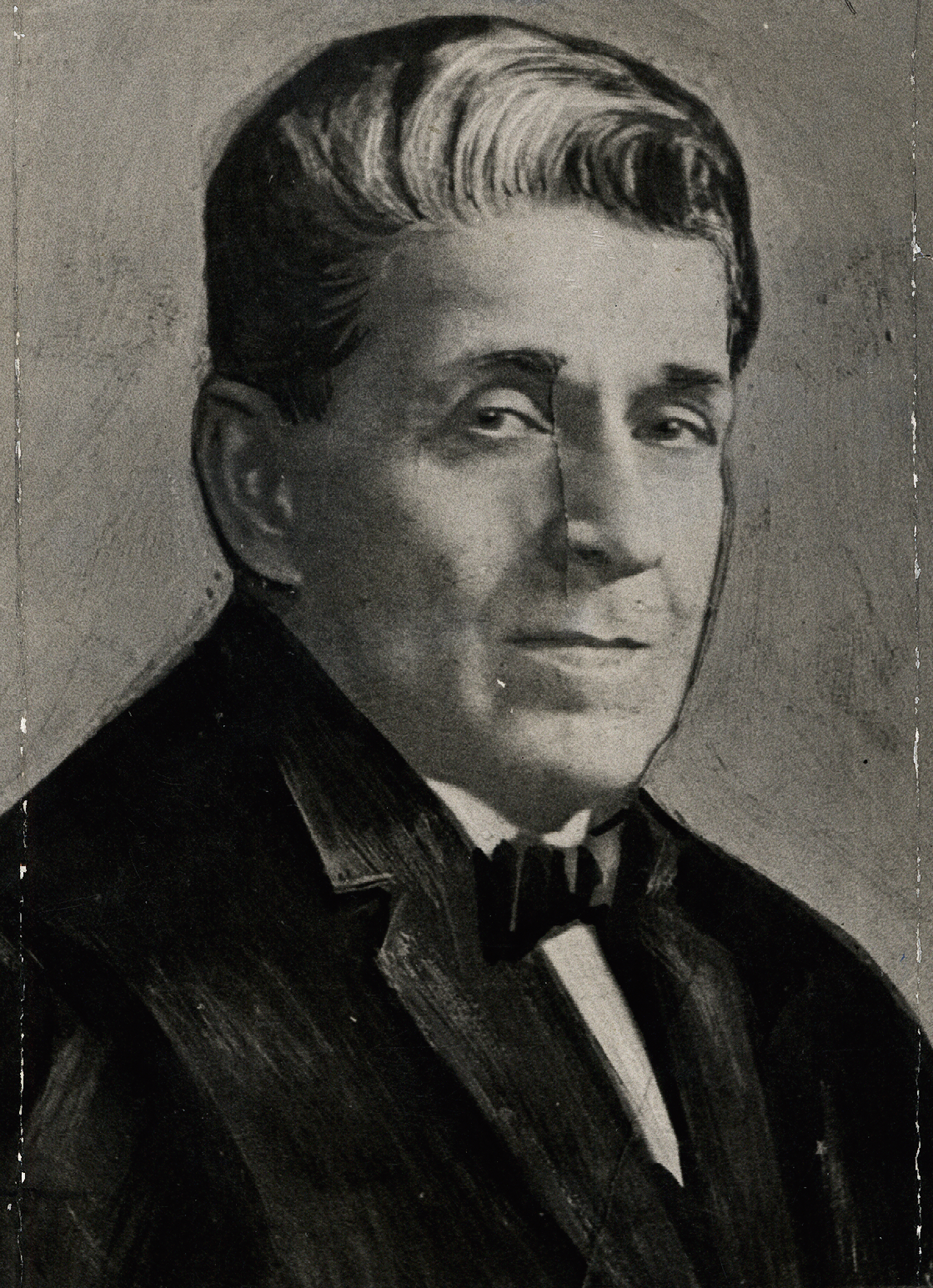
Composições do pianista e compositor Ernesto Nazareth fazem parte do filme O País de São Saruê.

## Produção
O projeto foi realizado em três etapas: a primeira em 1966, quando teve suas filmagens interrompidas pela chuva e foi preciso esperar que o sertão reapresentasse a mesma paisagem cotidiana; a segunda em 1967, quando pôde terminar as filmagens de 1967, e a terceira no final de 1970, ano de conclusão do filme. Nas duas primeiras fases, o filme contou com o apoio de Antônio Mariz, então prefeito do município de Sousa (cidade).
Assim que foram concluídas as filmagens em 1967, Vladimir Carvalho foi montar o primeiro corte do filme no Rio de Janeiro. A primeira versão, ainda em 16 mm e com cerca de 50 minutos, foi finalizada em 1968 - sob o nome "O Sertão do Rio do Peixe" - e teve exibições na Maison de France, no Festival de Viña del Mar e ainda no Rio de Janeiro.
Em seguida, Vladimir Carvalho retomou o projeto, desta vez incluindo novas filmagens em 35 mm feitas em Catolé do Rocha. Montado com o auxílio da Escola de Comunicações e Artes da Universidade de São Paulo, o documentário foi concluído em 1971, e recebeu o nome de "O país de São Saruê", nome inspirado no título de um cordel do conhecido autor paraibano Manoel Camilo dos Santos.

## Lançamento
Submetido à apreciação da censura da ditadura militar brasileira, o longa-metragem foi vetado sem sugestão de cortes, sob a alegação de que a obra prejudicava a imagem do país.
Ignorando a proibição, a comissão do Festival de Brasília selecionou o filme para sua mostra de 1971, mas o mesmo foi interditado e substituído pelo documentário "Brasil bom de bola", de Carlos Niemeyer, o que provocou revolta no público. Somado ao clima repressivo do início da década, o incidente levou à suspensão do festival por três anos.
O documentário ficaria sob censura até 1979, quando foi selecionado novamente para o Festival de Brasília daquele ano e recebeu o Prêmio Especial do Júri.
À época os críticos apontaram o envelhecimento precoce de O País de São Saruê e que apenas por motivação política fazia jus ao prêmio especial do júri do Festival de Brasília. A região retratada no filme passava por uma nova dinâmica econômica. O governo Militar já não era tão repressivo e acenava para uma abertura democrática.
Em uma votação com dezenas de críticos e pesquisadores de cinema organizada pela Associação Brasileira de Críticos de Cinema, o filme foi eleito como um dos melhores documentários da história do cinema brasileiro.